# Taylor Lautner

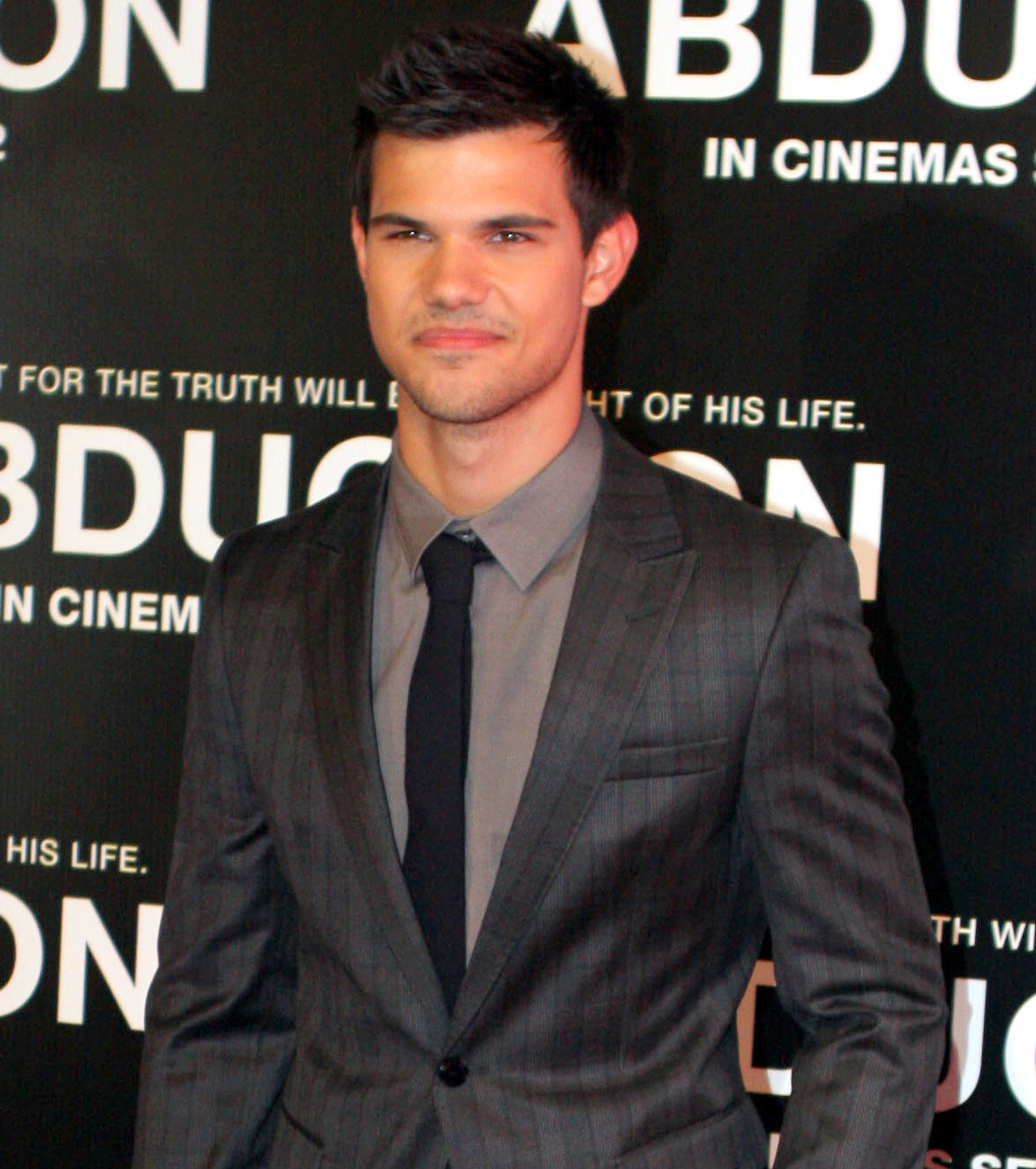
Taylor Lautner (2011)

Taylor Daniel Lautner (* 11. Februar 1992 in Grand Rapids, Michigan) ist ein US-amerikanischer Schauspieler, Model und Synchronsprecher.

## Leben
Taylor Lautner wurde 1992 als Sohn von Deborah und Daniel Lautner geboren. Er ist französischer, niederländischer und deutscher Abstammung, und gibt an „entfernte“ indianische Vorfahren mütterlicherseits zu haben (speziell der Odawa und Potawatomi, beides Gruppen der Anishinabe). Er hat eine jüngere Schwester namens Makena.
Lautner begann im Alter von sechs Jahren mit dem Karateunterricht. Im Jahr darauf siegte er bei mehreren Turnieren und durfte daraufhin mit dem Schauspieler und Kampfsportler Michael Chaturantabut (Mike Chat) trainieren. Als Siebenjähriger nahm er auf Anraten von Michael Chaturantabut an einem Casting für eine Burger-King-Werbung in Los Angeles teil, blieb aber erfolglos. Im Alter von acht Jahren vertrat er sein Land in einem internationalen Karate-Wettbewerb, den WKA-Weltmeisterschaften in Louisville. Dort gewann er drei Goldmedaillen in den Disziplinen Freestyle und Waffen-Formen im parallel zur WM ausgetragenen Jugend-Weltcup.
Parallel zum Karatetraining begann Lautner zusammen mit ein paar Freunden aus Spaß an der Bewegung Parkourtechniken zu üben, welche sie in Internetvideos gesehen hatten. Lautner beschreibt das von ihm seither leidenschaftlich betriebene Parcours als wesentlich für seine Persönlichkeitsentwicklung. Parcours habe seine Sichtweise auf die Umgebung und das Leben verändert, habe ihn gelehrt, in Extremsituationen auf seine eigenen Fähigkeiten zu vertrauen und von ihm gefordert, seine eigenen Grenzen realistisch einzuschätzen, zu verschieben und zu erweitern, was seine Fähigkeit zur Selbsteinschätzung verbessert und ihm Selbstvertrauen gegeben habe.
Als Lautner zehn Jahre alt war, zog seine Familie nach Los Angeles. Er nahm weiter an Karatewettkämpfen teil. 2003 stand er an erster Stelle der Weltrangliste der NASKA (The North American Sport Karate Association) sogenannte Black Belt (Schwarzgürtel) in allen vier Wettkampfformen, die es bei der NASKA gibt (traditionell, kreativ, extrem und choreographisch). Mit zwölf Jahren gewann er die Junioren-Weltmeisterschaften.
Seine Schauspielkarriere begann im Jahr 2001 mit dem Fernsehfilm Shadow Fury. Bekannt wurde er unter anderem durch Im Dutzend billiger 2, in dem er Elliot Murtaugh spielt. Im Jahr 2006 wurde er für seine Rolle im Film Die Abenteuer von Sharkboy und Lavagirl in 3-D für den Young Artist Award nominiert.
2008 übernahm er die Rolle des Jacob Black in der Verfilmung von Stephenie Meyers Bestseller Twilight. Für dessen Fortsetzung New Moon (2009) musste sich Lautner über zehn Kilogramm zusätzlicher Muskelmasse antrainieren. Auch in den weiteren Fortsetzungen Eclipse und Breaking Dawn verkörperte Lautner die Rolle des Jacob Black.
Im Jahr 2008 war er Highschool-Schüler im dritten Jahr an der Valencia High School in Santa Clarita. Er besuchte außerdem Kurse an einer Hochschule. In seiner Freizeit spielt Lautner gerne Fußball und Baseball, er ist ein großer Fan der Texas Longhorns und Michigan Wolverines und Mitglied im Hart-Baseball-Programm in der Umgebung von Los Angeles, bei dem er als Center Fielder und Second Baseman spielt. Er ist auch in einer Hip-Hop-Tanzgruppe namens LA Hip Kids und einer Jazztanzgruppe namens Hot Shots.
2010 war Lautner mit Taylor Swift liiert, die er beim Set von Valentinstag kennen lernte.
2011 spielte Lautner die Hauptrolle in dem Action-Thriller Atemlos – Gefährliche Wahrheit.
Lautner war bis Anfang 2015 mit der Schauspielerin Marie Avgeropoulos liiert, mit der er zusammen die Hauptrollen im Actionfilm Tracers spielte.
Im November 2022 heiratete er seine langjährige Freundin Taylor Dome, die er 2017 über seine Schwester kennengelernt hatte. Da diese seinen Nachnamen annahm, heißen somit beide Ehepartner Taylor Lautner.

## Deutscher Synchronsprecher
Der deutsche Synchronsprecher Lautners ist üblicherweise Max Felder.

## Filmografie (Auswahl)
- 2001: Shadow Fury
- 2003: The Bernie Mac Show (Fernsehserie)
- 2004: What’s Up, Dad? (Fernsehserie, Episode 5x04)
- 2005: Im Dutzend billiger 2 – Zwei Väter drehen durch (Cheaper by the Dozen 2)
- 2005: Die Abenteuer von Sharkboy und Lavagirl in 3-D (The Adventures of Sharkboy and Lavagirl in 3-D)
- 2006: Love, Inc. (Fernsehserie)
- 2008: Twilight – Biss zum Morgengrauen (Twilight)
- 2008: My Own Worst Enemy (Fernsehserie)
- 2009: New Moon – Biss zur Mittagsstunde (The Twilight Saga: New Moon)
- 2010: Valentinstag (Valentine’s Day)
- 2010: Eclipse – Biss zum Abendrot (The Twilight Saga: Eclipse)
- 2011: Atemlos – Gefährliche Wahrheit (Abduction)
- 2011: Breaking Dawn – Biss zum Ende der Nacht, Teil 1 (The Twilight Saga: Breaking Dawn – Part 1)
- 2012: Breaking Dawn – Biss zum Ende der Nacht, Teil 2 (The Twilight Saga: Breaking Dawn – Part 2)
- 2013: Kindsköpfe 2 (Grown Ups 2)
- 2014–2018: Cuckoo (Fernsehserie, 20 Episoden)
- 2015: Tracers
- 2015: Die lächerlichen Sechs (The Ridiculous 6)
- 2016: Scream Queens (Fernsehserie, 10 Episoden)
- 2022: Home Team

Sprecher:
- 2005: Danny Phantom (Fernsehserie)
- 2005: Duck Dodgers (Fernsehserie)
- 2005: What’s New, Scooby-Doo? (Fernsehserie)
- 2006: He’s a Bully, Charlie Brown (Fernsehserie)

Musikvideos:
- 2008: Cassi Thomson – Caught Up In You
- 2023: Taylor Swift - I Can See You (Taylor’s Version) (From The Vault)

## Auszeichnungen und Nominierungen
Nickelodeon Kids’ Choice Awards
- 2012: Lieblings-Verklopper: Taylor Lautner[13]
- 2010: Bester Schauspieler: Taylor Lautner, New Moon[14]
- 2010: Niedlichstes Filmpaar: Taylor Lautner und Kristen Stewart, New Moon[14]

Teen Choice Awards
- 2009: Beliebtester Newcomer: Taylor Lautner, Twilight[15]

Scream Awards
- 2009: Beste Breakout Performance: Taylor Lautner, Twilight[16]

Goldene Himbeere
- 2011: Nominierung Schlechtester Schauspieler für Eclipse – Biss zum Abendrot und Valentinstag
- 2012: Nominierung Schlechtester Schauspieler für Atemlos – Gefährliche Wahrheit und Breaking Dawn – Biss zum Ende der Nacht, Teil 1
- 2013: Schlechtester Nebendarsteller in Breaking Dawn – Biss zum Ende der Nacht – Teil 2
- 2013: Schlechteste Filmpaarung gemeinsam mit Mackenzie Foy in Breaking Dawn – Biss zum Ende der Nacht – Teil 2
- 2014: Nominierung Schlechtester Nebendarsteller für Kindsköpfe 2